# Russell Gunn

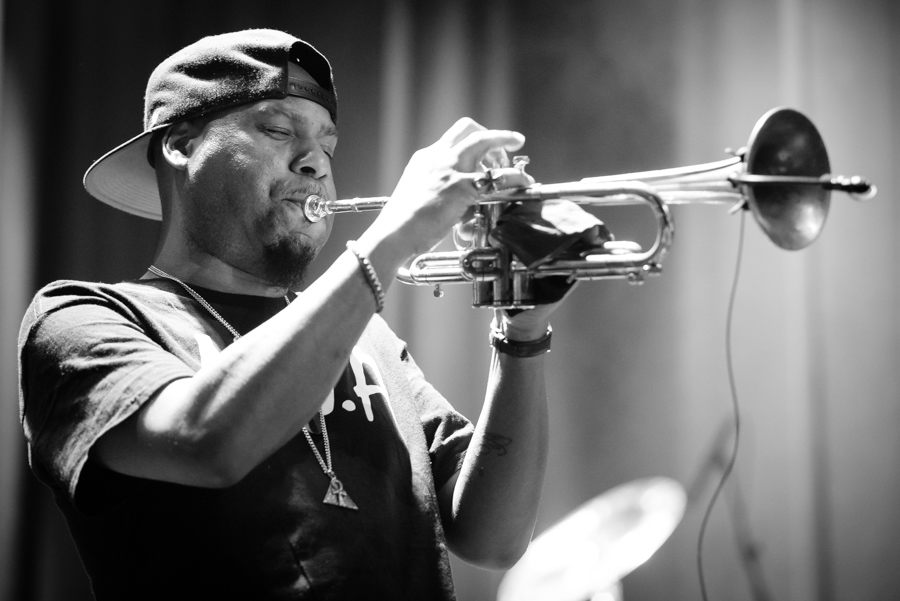
Russell Gunn, 2018

Russell Gunn (* 20. Oktober 1971 in Chicago, Illinois) ist ein US-amerikanischer Posaunist, Trompeter, Flügelhornist, Keyboarder und Perkussionist des Modern Jazz.

## Leben und Wirken
Russell Gunn wuchs in East St. Louis auf und gewann 1989 einen Amateurwettbewerb als Trompeter, beschäftigte sich aber zunächst mit Hip-Hop. Er spielte dann in der Band von Oliver Lake und ging Anfang der 1990er Jahre nach New York, arbeitete dort in der Neobop-Jazzszene mit Branford Marsalis’ Band Buckshot LaFonque sowie dem Lincoln Center Jazz Orchestra und wirkte an Alben von Wynton Marsalis, Greg Tardy, James Hurt und Carlos Garnett mit. Im Jahr 1992 nahm er mit Hurt, Tardy sowie Stefon Harris und Eric Revis sein erstes Album als Leader für das Jazzlabel High Note Records auf (Gunn Fu). Für den Grammy wurden seine Alben Ethnomusicology Vol. 1 2000 (bzw. Vol. 2 2002) nominiert, in dem er – ähnlich wie in dem Buckshot LaFonque-Projekt Marsalis’ - zeitgenössische Stile wie Rhythm and Blues und Hip-Hop einbezieht.
Gunn arbeitet gegenwärtig mit dem Ensemble Bionic, mit der er das Album Krunk Jazz aufnahm, sowie mit der kleineren Formation Electrik Butterfly.

## Diskografische Hinweise
Als Leader
- 1996 – Gun Fu (High Note)
- 1997 – Love Requiem (High Note)
- 1998 – Ethnomusicology Vol. 1 (High Note)
- 1999 – Smokin' Gunn (High Note)
- 2004 – Mood Swings (High Note)

Als Sideman und Co-Leader
- 1994 – Oliver Lake: Dedicated to Dolphy (Black Saint)
- 1994 – Wynton Marsalis: Blood on the Fields(Columbia)
- 1997 – Carlos Garnett: Under Nubian Skies (High Note)
- 2003 – Josh Roseman: Treats for the Nightwalker (Enja)